# Oberonia brevispica
Oberonia brevispica är en orkidéart som beskrevs av Rudolf Schlechter. Oberonia brevispica ingår i släktet Oberonia och familjen orkidéer. Inga underarter finns listade i Catalogue of Life.